# Bypass de arteria coronaria sin circulación extracorpórea
El baipás de arteria coronaria sin circulación extracorpórea o cirugía de "corazón latiente" es una forma de cirugía de injerto de derivación de arteria coronaria (CABG, por sus siglas en inglés) que se realiza sin baipás cardiopulmonar (máquina de circulación extracorpórea) como tratamiento para la enfermedad de las arterias coronarias . Fue desarrollado a principios de la década de 1990 por el Dr. Amano Atsushi. Históricamente, durante las cirugías de baipás, el corazón se detiene y una máquina de circulación extracorpórea se hace cargo del trabajo del corazón y los pulmones. Cuando un cirujano cardíaco elige realizar el procedimiento de CABG sin circulación extracorpórea, también conocido como OPCAB (baipás de la arteria coronaria sin circulación extracorpórea), el corazón sigue latiendo mientras que los accesorios del injerto se hacen para evitar un bloqueo.
El bypass de la arteria coronaria sin circulación extracorpórea se desarrolló en parte para evitar las complicaciones del baipás cardiopulmonar durante la cirugía cardíaca. La comunidad médica cree que el bypass cardiopulmonar causa un deterioro cognitivo posoperatorio conocido como síndrome de posperfusión (informalmente llamado "cabeza de bomba"), pero las investigaciones no han demostrado diferencias a largo plazo entre el baipás de la arteria coronaria con y sin bomba en pacientes de menor riesgo. Esto probablemente se deba a que la bomba no es la causa principal del daño cerebral, sino que es el proceso embólico que se describe a continuación.
A veces, los materiales de tipo graso que se acumulan para formar un bloqueo o una línea en las paredes de una arteria pueden soltarse durante la manipulación del procedimiento CABG. Estos desechos pueden dar lugar a coágulos, o "émbolos", que pueden interrumpir el flujo de sangre al cerebro, causando daño neurológico o incluso un accidente cerebro-vascular. El análisis de datos de pacientes con cirugía a corazón latiendo muestra una reducción significativa en la liberación de estos desechos con tasas de accidentes cerebro-vasculares correspondientemente más bajas.
Los émbolos grasos que causan daño cerebral se generan cuando se manipula la arteria grande del corazón (aorta) y aunque estos se reducen en la mayoría de las cirugías de derivación coronaria sin circulación extracorpórea, no se eliminan porque la aorta todavía se usa como un sitio para unir algunos de los injertos. Sin embargo, un número creciente de cirujanos de OPCAB evitan la aorta por completo, lo que se conoce como cirugía de derivación coronaria "anaórtica" o sin contacto, al tomar todos sus injertos de sitios distintos de la aorta (p. ej., las arterias mamarias internas. ). Esto da como resultado un riesgo muy bajo de accidente cerebro-vascular, en realidad menor que el que ocurre durante la intervención coronaria percutánea .
Además de que la cirugía sin bomba se asocia con los beneficios clínicos de un menor riesgo de accidente cerebro-vascular o problemas de memoria, los pacientes también suelen tener una recuperación más rápida y una estancia hospitalaria más corta, menos transfusiones de sangre y menos problemas de respuesta inmunitaria/inflamatoria no deseados.
La cirugía sin bomba puede ser técnicamente más desafiante. La técnica tiene una curva de aprendizaje pronunciada, pero con la capacitación y la experiencia adecuadas, se ha demostrado que la calidad de las anastomosis es similar a los resultados con bomba en cirujanos con experiencia comparable. 
La cirugía coronaria sin bomba puede realizarse también por abordajes mínimamente invasivos. La técnica MIDCAB, realizada a través de una mini toracotomía anterolateral izquierda en quinto espacio intercostal, es una técnica donde se puede realizar un bypass desde la arteria mamaria izquierda hacia la arteria coronaria descendente anterior a corazón batiente.
El 18 de febrero de 2012, Amano Atsushi realizó con éxito una operación de derivación de la arteria coronaria sin circulación extracorpórea en el emperador Akihito .